# Hauka
Hauka este o arie protejată (arie specială de conservare — SAC, sit de importanță comunitară — SCI) din Estonia întinsă pe o suprafață de 50,9 ha, integral pe uscat.

## Localizare
Centrul sitului Hauka este situat la coordonatele 58°03′09″N 26°37′30″E / 58.0524°N 26.6249°E.

## Înființare
Situl Hauka a fost declarat sit de importanță comunitară în aprilie 2004 pentru a proteja 1 specie de animale. Situl a fost protejat și ca arie specială de conservare în iulie 2005.

## Biodiversitate
Situată în ecoregiunea boreală, aria protejată conține 2 habitate naturale: Pajiști fino-scandinave uscate până la mezice, bogate în specii de altitudine mică, Mlaștini alcaline.
La baza desemnării sitului se află o specie protejată de  amfibieni: triton cu creastă (Triturus cristatus).